# Antigua és Barbuda hívójelkörzetei
Antigua és Barbuda jelenleg (2024) nincs felosztva hívójelkörzetekre.
Antigua és Barbuda számára az ITU a V2 hívójelprefixet határozta meg.
| Prefix | Körzet | Hely/jelleg                                                           | ITU zóna | CQ zóna | 1 szintű QTH lokátor |
| ------ | ------ | --------------------------------------------------------------------- | -------- | ------- | -------------------- |
| VP     | 2A     | Kivezetve, az Egyesült Királyságtól való gyarmati függés megszűntével | 11       | 8       | FK                   |
| V2     | [0..9] | Antigua és Barbuda                                                    | 11       | 8       | FK                   |

## Lajstromjel
Vízi és légi járművek lajstromjelezéséhez a V2 prefixet használják.